# Бербениці
Бербени́ці — село в Україні, у Лохвицькій міській громаді Миргородського району Полтавської області. Населення становить 506 осіб. Колишній орган місцевого самоврядування — Бербеницька сільська рада.

## Географія
Село Бербениці знаходиться на берегах річки Лохвиця, вище за течією на відстані 3,5 км розташоване село Осняг (Лубенський район), нижче за течією на відстані 2 км розташоване село Жабки.

## Назва
Існує декілька версій. Перша — від слова верба, бо у селі колись росло дуже багато верб. Друга версія: ніби сюди прийшли закарпатці. А у них так називався музичний інструмент. А по-третє, так само вони називали діжку.

## Історія
12 червня 2020 року, відповідно до розпорядження Кабінету Міністрів України № 721-р «Про визначення адміністративних центрів та затвердження територій територіальних громад Полтавської області», село увійшло до складу Лохвицької міської громади.
19 липня 2020 року, в результаті адміністративно - територіальної реформи та ліквідації Лохвицького району, село увійшло до складу новоутвореного Миргородського району Полтавської області.

## Економіка
- Молочно-товарна ферма.

## Об'єкти соціальної сфери
- Школа.

## Люди
В селі народився Гармаш Олександр Наумович (1885—1945) — український живописець.